# 越戰韓越混血兒
越戰韓越混血兒（越南语：／?），是出生於越战期間，父为韩国人、母为越南人的混血兒。其父亲常是韓國出兵越南時，派到越南的韓國國軍士兵或技術工人。这些孩子通常被他们的父亲抛弃。
该名词的越南语中，为贬义词汇，意思为“混血儿”，或者说“杂种”；则为來自韓語的漢字詞「大韓」（：／?）的漢越詞形式。

## 概述
到目前為止，仍然未有越戰韓越混血兒的準確数目。朝日新闻（1995年5月2日）表示約有1500人，拓殖大學國際研究學院教授野村進則表示大概有2000餘人，釜山日报报道至少有五千人；据日本學者名越二荒之助说，有七千人、一万人以上。据釜山日报报道，最多有三万人。
他们的记忆中没有父母，不会说韩语，照片是唯一残存的记忆。也有不要与混血儿一同通报姓名的主张。没有正确的调查，因为援助团体主张支援，批判越来越多。

## 外部連結
- . Donga Ilbo. 2002-07-26  [2008-09-25]. （原始内容存档于2011-06-06）.
- . The Hankyoreh. 1995-05-06  [2008-10-01]. （原始内容存档于2009-04-16）.
- . The Hankyoreh 21. 1995-05-20  [2008-09-25]. （原始内容存档于2009-04-16）.
- . The Hankyoreh 21. 1999-09-02  [2008-10-01]. （原始内容存档于1999-10-12）.
- . The Hankyoreh. 2006-04-26  [2008-09-25]. （原始内容存档于2009-05-08）.
- . Busan Ilbo. 2004-09-18  [2008-09-25]. （原始内容存档于2010-02-02）.